# Єні-Кале

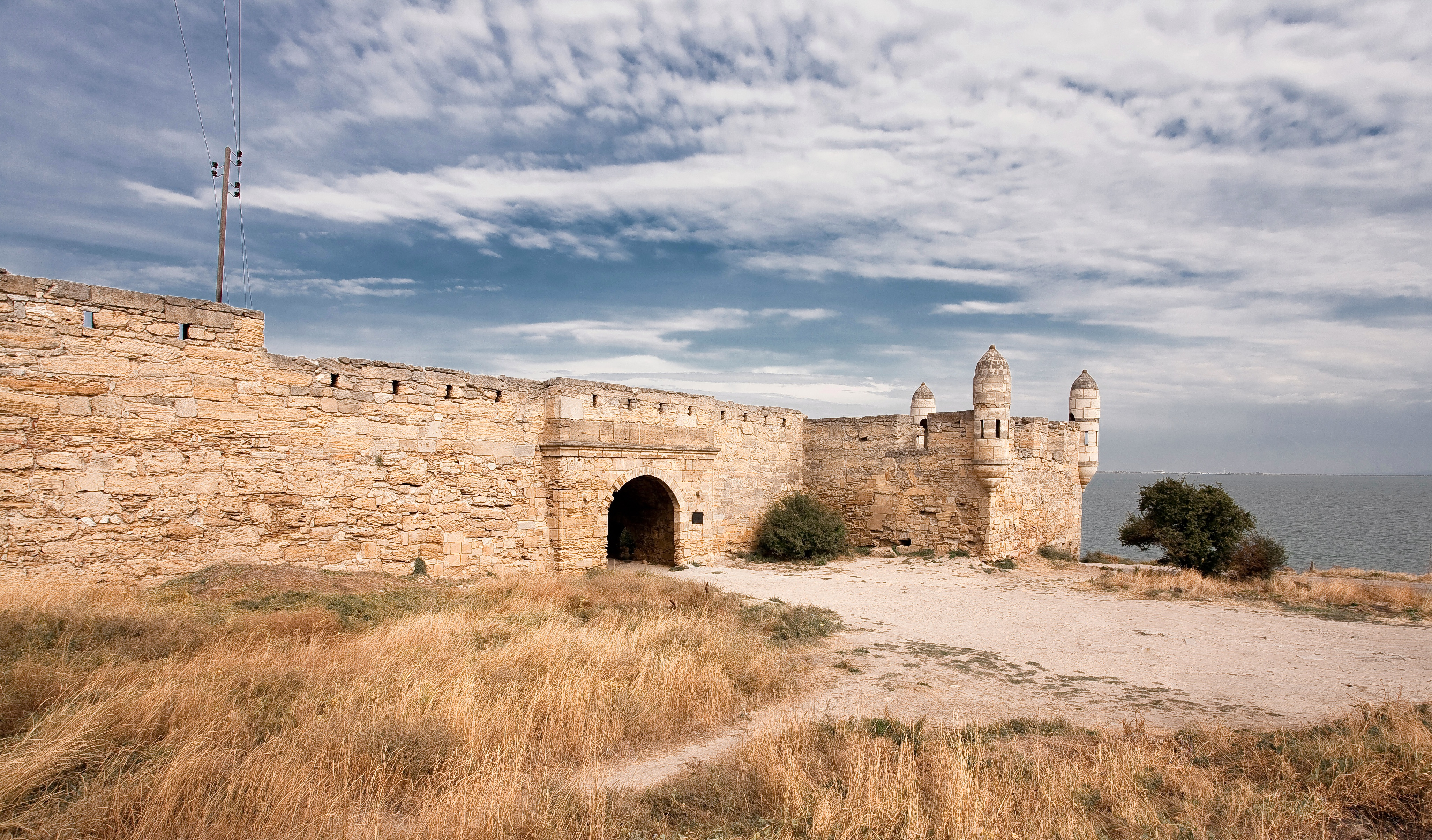
Єні-Кале. Брама й південно-західна башта

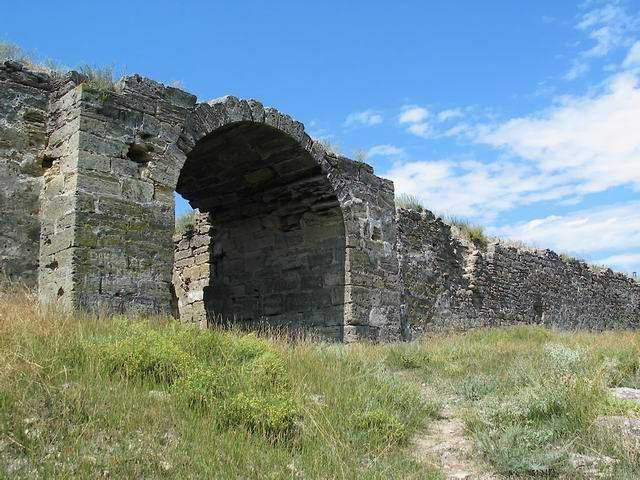
Єні-Кале. Північна стіна

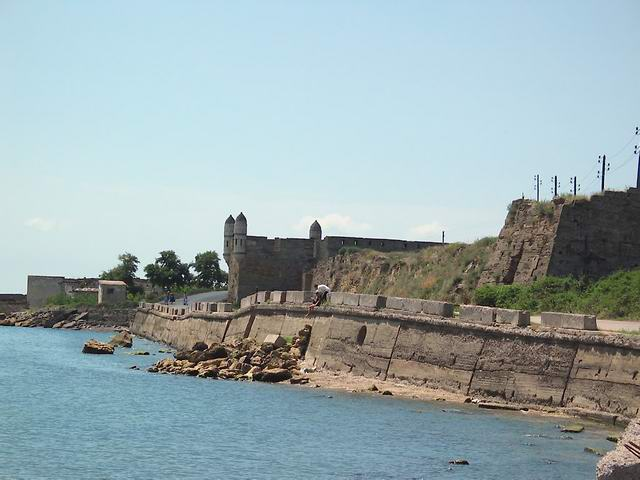
Східна сторона

Єні-Кале (крим. Yeñi Qale, тур. Yenikale — «Нова фортеця») — османська фортеця на березі Керченської протоки в північно-східній частині міста Керч. Разом з фортецями Перекоп та Арабат захищала Крим від нападів з півночі та сходу, а також контролювала Керченську протоку. Єдина пам'ятка військово-оборонної архітектури на території України, що відображає рівень фортифікаційного мистецтва західної Європи початку XVIII століття.

## Історія
Після вигнання генуезців з Криму у 1470-х роках Керч завоювали османи. Місто не мало оборонних мурів. З кінця XVII століття у кримські справи починає активно втручатися Московське царство. У 1696 році московські війська захопили османську фортецю Азов. 1699 році московська флотилія, яка складалася з 10 кораблів, великої кількості галер і козацьких чайок, з'явилася перед османським гарнізоном у Керченській протоці, що було певним військовим тиском на Османську імперію.
У 1700 році у Стамбулі було підписано перемир'я, за умовами якого Московське царство отримало Азов і припиняло сплачувати данину Кримському ханству.
Османи вжили термінових заходів для зміцнення керченських берегів. У 1699 році розпочато зведення фортеці під загальним керівництвом італійця-мусульманина Голоппо та за технічної допомоги французьких військових інженерів. Місце було обрано вдало. Корабель, через неможливість виконати маневр, прирікали на згубний вогонь берегових батарей. У 1703 р. будівництво фортеці, яка дістала назву «Єні-Кале» («Нова фортеця»), в основному було завершено. Відтепер тут розташувався головний штаб османської оборони Причорномор'я.
Нова фортеця мала форму неправильної трапеції з бічними стінами (напівбастіонами), що піднімалися вгору майже на 50 метрів. Єні-Кале був розрахований на 2-тисячний гарнізон. Однак там знаходилося понад однієї тис. вояків: 700 османських солдатів та 300 кримськотатарських добровольців, що вербувалися з найближчих сіл. Платню солдати отримували із султанської скарбниці. Усередині фортеці знаходилися два порохові склади, арсенал, казарми, водяний резервуар, мечеть і лазня. Гарнізонним начальником був Паша у чині візира.
Під час Російсько-турецької війни гарнізон Єні-Кале був значно підкріплений присланою зі Стамбула флотилією з 12 шістдесяти-гарматних кораблів, близько 90 галер, на яких перебувало до 12 тис. солдатів. Однак 1771 року Єні-Кале була без бою захоплена російським військом. 1772 року за Карасубазарським трактатом Керч та Єні-Кале перейшли під контроль Росії, а 1774 року за Кючук-Кайнарджійським мирним договором ці умови визнала Османська імперія.
Єні-Кале втратила військове значення, і у 1835 році на її території розмістився військовий шпиталь. Під час Кримської війни 1853—1856 років фортеця була частково відремонтована, встановлено декілька берегових батарей. 12 травня 1855 року російський гарнізон вступив у бій з англійською ескадрою, що увійшла до Керченської протоки. Але гармати не могли влучити у ціль, тому російське командування віддало наказ висадити порохові льохи і залишити позиції.
У 1880 році Єні-Кале остаточно втратило своє військове значення. У XIX столітті біля фортеці з'явилося однойменне місто, зараз частина Керчі.
У другій половині XX століття фортеця Єні-Кале внесена до переліку пам'яток архітектури.